# تيستاروثو
تيستاروثو (テスタロト Tesutaroto) هي مانغا يابانية كتبها ورسمها كي سانبي. المانغا مرخصة في اللغة الإنجليزية من طرف سي إم إكس مانغا.

## روابط خارجية
- تيستاروثو على موقع ANN manga (الإنجليزية)